# Премія Зіґфріда Унзельда
Пре́мія Зі́ґфріда У́нзельда (нім. Siegfried Unseld Preis) — міжнародна наукова та літературна премія, яку засновано в 2004 році, до 80-річчя німецького видавця Зіґфріда Унзельда. Засновником стало Товариство Зіґфріда Унзельда. Премію присуджують що два роки й вручають її в день народження Унзельда — 28 вересня. Грошовий еквівалент нагороди становить 50 000 євро.

## Лауреати премії
- 2004 — Петер Гандке — за книжку «Der Große Fall»
- 2006 — Інґер Крістенсен — за книжку «Das gemalte Zimmer»
- 2008 — Бруно Латур — за книжку «Wir sind nie modern gewesen — Versuch einer symmetrischen Anthropologie»
- 2010 — Сарі Нусайбе і Амос Оз[1] — за книжки, відповідно, «Es war einmal ein Land. Ein Leben in Palästina» і «Eine Geschichte von Liebe und Finsternis»
- 2012 — Арт Шпіґельман[2] — за книжку «Die vollständige Maus»

## Лінки
- Дані про Премію Зіґфріда Унзельда в історії видавництва Зуркампа (2004)